# Amazonas (država u Venezueli)
Amazonas, država (estado) na jugu Venezuele, 180.145 km²; 99.125 stanovnika (popis 1998.). Glavni grad Puerto Ayacucho.

## Zemljopis
Amazonas je smješten u tropskoj kišnoj šumi zapadnog bazena Amazone po kojoj je i dobio ime. Na jugu graniči s brazilskom državom Amazonas, na sjeveru i sjeveroistoku s državom Bolívar, i na zapadu s Kolumbijom.

## Općine
| Općina       | sjedište                | km²        | Stan.         | Zemljovid |
| ------------ | ----------------------- | ---------- | ------------- | --------- |
| Alto Orinoco | La Esmeralda            | 49.217 km² | 14.222 (2008) |           |
| Atabapo      | San Fernando de Atabapo | 25.062 km² | 12.797 (2007) |           |
| Atures       | Puerto Ayacucho         | 7.302 km²  | 91.386 (2007) |           |
| Autana       | Isla Ratón              | 12.291 km² | 8.181 (2007)  |           |
| Manapiare    | San Juan de Manapiare   | 32.042 km² | 9.658 (2007)  |           |
| Maroa        | Maroa                   | 13.082 km² | 8.181 (2005)  |           |
| Río Negro    | San Carlos de Río Negro | 37.903 km² | 9.658 (2007)  |           |

## Populacija
Prema popisu u lipnju 1998. država Amazonas imala je 99.125 stanovnika, od čega 51.186 (muškaraca) i 46.939 (žena);  142,200 (2007).
Od domorodaca, Indijanaca, očuvala su se razna plemena (17 etničkih grupa): Baré, Baníwa do Içana, Curripaco, Guahibo, Arekêna, Mandahuaca, Mapoye, Maquiritare, Piapoco, Piaroa, Puinave, Joti (Yuwana), Yabarana, Yanomami.

## Fauna
Tropske šume Amazonasa dom su mnogim biljnim i životinjskim vrstama. Od sisavaca najveći su puma, jaguar, tapir danta i majmuni (araguato ili alouatta seniculus; tití ili Callicebus spp.); Gmazovi kao što su kajman, kornjače i anakonda i razne vrste riba: piranja i caribe-piraña; Ptice: orlovi -gavilán, orao harpija, i razne papige: gvakamaja.

## Vanjske poveznice
- Amazonas